# Harry Potter y la cámara secreta (videojuego)
Harry Potter y la cámara secreta (título original en inglés: Harry Potter and the Chamber of Secrets) es un videojuego de acción-aventura de 2002 distribuido por Electronic Arts y producido por EA junto a Eurocom para las videoconsolas PlayStation 2, PC, Xbox, GameCube y Game Boy Advance. Fue desarrollado de forma simultánea por Amaze Entertainment para los sistemas Windows, Mac y Game Boy Color. Asimismo, se creó una versión originalmente concebida para el PlayStation. Cabe añadirse que la cámara secreta se convirtió en el último juego de Harry Potter en ser lanzado para la Game Boy Color en Estados Unidos.

## Premios
La composición musical para el juego, creada por Jeremy Soule, obtuvo un reconocimiento por «Mejor banda sonora, categoría Música de videojuego».